# Wewahitchka
Wewahitchka ist eine Stadt im Gulf County im US-Bundesstaat Florida. Das U.S. Census Bureau hat bei der Volkszählung 2020 eine Einwohnerzahl von 2.074 ermittelt.
Wewahitchka grenzt im Osten an den Apalachicola River. Die Stadt liegt rund 30 km nördlich von Port St. Joe und etwa 110 km südwestlich von Tallahassee.

## Demographische Daten
Laut der Volkszählung 2010 verteilten sich die damaligen 1981 Einwohner auf 1077 Haushalte. Die Bevölkerungsdichte lag bei 123 Einw./km². 87,6 % der Bevölkerung bezeichneten sich als Weiße, 8,3 % als Afroamerikaner, 0,6 % als Indianer und 0,1 % als Asian Americans. 0,7 % gaben die Angehörigkeit zu einer anderen Ethnie und 2,8 % zu mehreren Ethnien an. 2,0 % der Bevölkerung bestand aus Hispanics oder Latinos.
Im Jahr 2010 lebten in 31,8 % aller Haushalte Kinder unter 18 Jahren sowie 31,5 % aller Haushalte Personen mit mindestens 65 Jahren. 65,3 % der Haushalte waren Familienhaushalte (bestehend aus verheirateten Paaren mit oder ohne Nachkommen bzw. einem Elternteil mit Nachkomme). Die durchschnittliche Größe eines Haushalts lag bei 2,41 Personen und die durchschnittliche Familiengröße bei 2,96 Personen.
26,3 % der Bevölkerung waren jünger als 20 Jahre, 21,7 % waren 20 bis 39 Jahre alt, 28,8 % waren 40 bis 59 Jahre alt und 23,5 % waren mindestens 60 Jahre alt. Das mittlere Alter betrug 42 Jahre. 48,6 % der Bevölkerung waren männlich und 51,4 % weiblich.
Das durchschnittliche Jahreseinkommen lag bei 27.964 $, dabei lebten 27,8 % der Bevölkerung unter der Armutsgrenze.
Im Jahr 2000 war Englisch die Muttersprache von 98,88 % der Bevölkerung und spanisch sprachen 1,12 %.

## Verkehr
Wewahitchka wird von den Florida State Roads 22 und 71 durchquert. Der nächste Flughafen ist der Tallahassee International Airport (etwa 110 km nordöstlich).